# Spanje op het Europees kampioenschap voetbal 2012

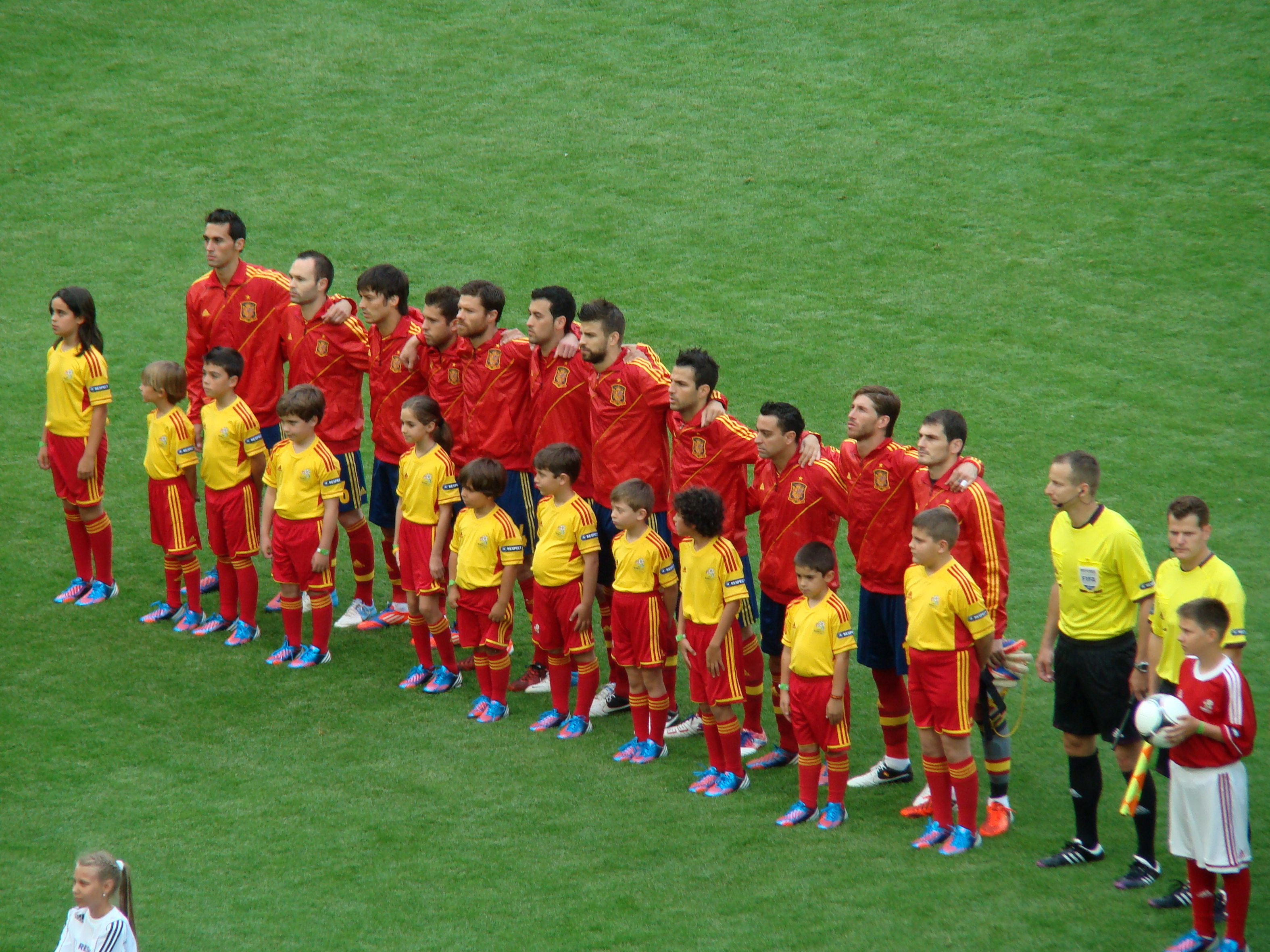
Spanje voor aanvang van het duel tegen Italië.

Spanje was een van de deelnemende landen aan het Europees kampioenschap voetbal 2012 in Polen en Oekraïne. Het was de achtste deelname voor het land. Spanje kwalificeerde zich voor het vorige EK in Zwitserland en Oostenrijk (in 2008). Het won daar in de finale met 1 - 0 van Duitsland, door een doelpunt van Fernando Torres. Ook wonnen de Spanjaarden de finale van het Wereldkampioenschap voetbal 2010 in Zuid-Afrika. De bondscoach is Vicente del Bosque. Op 6 juni 2012 stond Spanje op de eerste plaats op de FIFA-wereldranglijst, gevolgd door Uruguay.

## Kwalificatie
Spanje was een van de 51 leden van de UEFA die zich inschreef voor de kwalificatie voor het EK 2012. Twee van die leden, Polen en Oekraïne, waren als organiserende landen al geplaatst. Spanje werd als groepshoofd ingedeeld in groep B, samen met Tsjechië (uit pot 2), Schotland (uit pot 3), Litouwen (uit pot 4) en Liechtenstein (uit pot 5). De nummers 1 en 2 uit elke poule kwalificeerde zich direct voor het Europees kampioenschap.
Spanje speelde acht kwalificatiewedstrijden, tegen elke tegenstander twee. In deze reeks scoorde het elftal 26 doelpunten en kreeg 6 tegendoelpunten. Het team plaatste zich als groepswinnaar direct voor het EK.

### Kwalificatieduels
| 3 september 2010 | Liechtenstein | 0 - 4 | Spanje        |
| 8 oktober 2010   | Spanje        | 3 - 1 | Litouwen      |
| 12 oktober 2010  | Schotland     | 2 - 3 | Spanje        |
| 25 maart 2010    | Spanje        | 2 - 1 | Tsjechië      |
| 29 maart 2010    | Litouwen      | 1 - 3 | Spanje        |
| 6 september 2010 | Spanje        | 6 - 0 | Liechtenstein |
| 7 oktober 2010   | Tsjechië      | 0 - 2 | Spanje        |
| 11 oktober 2010  | Spanje        | 3 - 1 | Schotland     |

### Eindstand groep I
| Land          | Wed | Win | Gel | Ver | DV | DT | +/- | Pnt |
| ------------- | --- | --- | --- | --- | -- | -- | --- | --- |
| Spanje        | 8   | 8   | 0   | 0   | 26 | 6  | +20 | 24  |
| Tsjechië      | 8   | 4   | 1   | 3   | 12 | 8  | +4  | 13  |
| Schotland     | 8   | 3   | 2   | 3   | 9  | 10 | -1  | 11  |
| Litouwen      | 8   | 1   | 2   | 5   | 4  | 13 | -9  | 5   |
| Liechtenstein | 8   | 1   | 1   | 6   | 3  | 17 | -14 | 4   |

## Wedstrijden op het Europees kampioenschap
Spanje werd bij de loting op 2 december 2011 ingedeeld in Groep C. Aan deze groep werden tevens Italië, Ierland en Kroatië toegevoegd.

### Groep C
| Land    | Wed | Win | Gel | Ver | DV | DT | +/- | Pnt |
| ------- | --- | --- | --- | --- | -- | -- | --- | --- |
| Spanje  | 3   | 2   | 1   | 0   | 6  | 1  | +5  | 7   |
| Italië  | 3   | 1   | 2   | 0   | 4  | 2  | +2  | 5   |
| Kroatië | 3   | 1   | 1   | 1   | 4  | 3  | +1  | 4   |
| Ierland | 3   | 0   | 0   | 3   | 1  | 9  | -8  | 0   |

### Wedstrijden
|                         |              |       |               |                                                        |
| 10 juni 2012 18.00 MEZT | Spanje       | 1 – 1 | Italië        | PGE Arena Gdańsk, Gdańsk Scheidsrechter: Viktor Kassai |
| 10 juni 2012 18.00 MEZT | Fàbregas 64' |       | 60' Di Natale | PGE Arena Gdańsk, Gdańsk Scheidsrechter: Viktor Kassai |

|                         |                                       |       |         |                                                        |
| 14 juni 2012 20.45 MEZT | Spanje                                | 4 – 0 | Ierland | PGE Arena Gdańsk, Gdańsk Scheidsrechter: Pedro Proença |
| 14 juni 2012 20.45 MEZT | Torres 4', 70' Silva 49' Fàbregas 83' |       |         | PGE Arena Gdańsk, Gdańsk Scheidsrechter: Pedro Proença |

|                         |         |           |        |                                                         |
| 18 juni 2012 20.45 MEZT | Kroatië | 0 – 1     | Spanje | PGE Arena Gdańsk, Gdańsk Scheidsrechter: Wolfgang Stark |
| 18 juni 2012 20.45 MEZT |         | 88' Navas |        | PGE Arena Gdańsk, Gdańsk Scheidsrechter: Wolfgang Stark |

### Kwartfinale
|                         |                        |       |           |                                                      |
| 23 juni 2012 21.45 OEZT | Spanje                 | 2 – 0 | Frankrijk | Donbas Arena, Donetsk Scheidsrechter: Nicola Rizzoli |
| 23 juni 2012 21.45 OEZT | Alonso 19', 90' (pen.) |       |           | Donbas Arena, Donetsk Scheidsrechter: Nicola Rizzoli |

### Halve finale
|                         |                          |              |                                     |                                                    |
| 27 juni 2012 21.45 OEZT | Portugal                 | 0 - 0 (n.v.) | Spanje                              | Donbas Arena, Donetsk Scheidsrechter: Cüneyt Çakır |
| 27 juni 2012 21.45 OEZT |                          |              |                                     | Donbas Arena, Donetsk Scheidsrechter: Cüneyt Çakır |
| 27 juni 2012 21.45 OEZT | Strafschoppen            |              |                                     | Donbas Arena, Donetsk Scheidsrechter: Cüneyt Çakır |
| 27 juni 2012 21.45 OEZT | Moutinho Pepe Nani Alves | 2 – 4        | Alonso Iniesta Piqué Ramos Fàbregas | Donbas Arena, Donetsk Scheidsrechter: Cüneyt Çakır |

### Finale
|                        |                                        |       |        |                                                     |
| 1 juli 2012 21.45 OEZT | Spanje                                 | 4 – 0 | Italië | NSK Olimpiejsky, Kiev Scheidsrechter: Pedro Proença |
| 1 juli 2012 21.45 OEZT | Silva 14' Alba 41' Torres 84' Mata 88' |       |        | NSK Olimpiejsky, Kiev Scheidsrechter: Pedro Proença |

## Selectie
| No. | Naam              | Club               | Positie      | W |   |   | D | A |   |   |   |
| --- | ----------------- | ------------------ | ------------ | - | - | - | - | - | - | - | - |
| 1   | Iker Casillas     | Real Madrid CF     | Doelman      | 6 | 0 | 0 | 0 | 0 | 0 | 0 | 0 |
| 12  | Víctor Valdés     | FC Barcelona       | Doelman      | 0 | 0 | 0 | 0 | 0 | 0 | 0 | 0 |
| 23  | José Manuel Reina | Liverpool FC       | Doelman      | 0 | 0 | 0 | 0 | 0 | 0 | 0 | 0 |
| 2   | Raúl Albiol       | Real Madrid CF     | Verdediger   | 0 | 0 | 0 | 0 | 0 | 0 | 0 | 0 |
| 3   | Gerard Piqué      | FC Barcelona       | Verdediger   | 6 | 0 | 0 | 0 | 0 | 1 | 0 | 0 |
| 4   | Javier Martínez   | Athletic Bilbao    | Verdediger   | 1 | 1 | 0 | 0 | 0 | 1 | 0 | 0 |
| 5   | Juanfran          | Atlético Madrid    | Verdediger   | 0 | 0 | 0 | 0 | 0 | 0 | 0 | 0 |
| 6   | Andrés Iniesta    | FC Barcelona       | Middenvelder | 6 | 0 | 3 | 0 | 2 | 0 | 0 | 0 |
| 7   | Pedro             | FC Barcelona       | Aanvaller    | 3 | 3 | 0 | 0 | 0 | 0 | 0 | 0 |
| 8   | Xavi              | FC Barcelona       | Middenvelder | 6 | 0 | 2 | 0 | 2 | 0 | 0 | 0 |
| 9   | Fernando Torres   | Chelsea FC         | Aanvaller    | 5 | 3 | 2 | 3 | 1 | 1 | 0 | 0 |
| 10  | Cesc Fàbregas     | FC Barcelona       | Middenvelder | 6 | 3 | 3 | 2 | 1 | 0 | 0 | 0 |
| 11  | Álvaro Negredo    | Sevilla FC         | Aanvaller    | 2 | 1 | 1 | 0 | 0 | 0 | 0 | 0 |
| 13  | Juan Mata         | Chelsea FC         | Middenvelder | 1 | 1 | 0 | 1 | 0 | 0 | 0 | 0 |
| 14  | Xabi Alonso       | Real Madrid CF     | Middenvelder | 6 | 0 | 1 | 2 | 0 | 2 | 0 | 0 |
| 15  | Sergio Ramos      | Real Madrid CF     | Verdediger   | 6 | 0 | 0 | 0 | 0 | 2 | 0 | 0 |
| 16  | Sergio Busquets   | FC Barcelona       | Middenvelder | 6 | 0 | 0 | 0 | 0 | 1 | 0 | 0 |
| 17  | Álvaro Arbeloa    | Real Madrid CF     | Verdediger   | 6 | 0 | 0 | 0 | 0 | 2 | 0 | 0 |
| 18  | Jordi Alba        | Valencia CF        | Verdediger   | 6 | 0 | 0 | 1 | 1 | 1 | 0 | 0 |
| 19  | Fernando Llorente | Athletic Bilbao    | Aanvaller    | 0 | 0 | 0 | 0 | 0 | 0 | 0 | 0 |
| 20  | Santiago Cazorla  | Málaga CF          | Middenvelder | 2 | 2 | 0 | 0 | 0 | 0 | 0 | 0 |
| 21  | David Silva       | Manchester City FC | Aanvaller    | 6 | 0 | 5 | 2 | 3 | 0 | 0 | 0 |
| 22  | Jesús Navas       | Sevilla FC         | Aanvaller    | 3 | 3 | 0 | 1 | 0 | 0 | 0 | 0 |

| W | Wedstrijden        |
|   | Invalbeurten       |
|   | Gewisseld          |
| D | Doelpunten         |
| A | Assists/Voorzetten |
|   | Gele kaarten       |
|   | 2 x geel = rood    |
|   | Rode kaarten       |

Groep A:  Polen ·  Griekenland ·  Rusland ·  Tsjechië
Groep B:  Nederland ·  Duitsland ·  Portugal ·  Denemarken
Groep C:  Spanje ·  Italië ·  Kroatië ·  Ierland
Groep D:  Oekraïne ·  Zweden ·  Frankrijk ·  Engeland
RFEF · A-internationals · Selecties · Bondscoaches · Spaans vrouwenelftal · Olympisch elftal · Spanje U21 · Spanje U20 · Spanje U19 · Spanje U18 · Spanje U17 · Spanje U16 · Vrouwen U17
1920 – 1929 ·
1930 – 1939 ·
1940 – 1949 ·
1950 – 1959 ·
1960 – 1969 ·
1970 – 1979 ·
1980 – 1989 ·
1990 – 1999 ·
2000 – 2009 ·
2010 – 2019 ·
2020 − 2029
EK's: 1964 · 
1980 · 
1984 · 
1988 · 
1996 · 
2000 · 
2004 · 
2008 · 
2012 · 
2016 · 
2020 · 
2024
WK's: 1934 · 
1950 · 
1962 · 
1966 · 
1978 · 
1982 · 
1986 · 
1990 · 
1994 · 
1998 · 
2002 · 
2006 · 
2010 · 
2014 · 
2018 · 
2022
OS: 1920 ·
1924 · 
1928 · 
1968 · 
1976 · 
1980 · 
1992 · 
1996 · 
2000 · 
2012 ·
2020
1920 · 
1921 · 
1922 · 
1923 · 
1924 · 
1925 · 
1926 · 
1927 · 
1928 · 
1929 · 
1930 · 
1931 · 
1932 · 
1933 · 
1934 · 
1935 · 
1936 · 
1937 · 1939 · 1940 · 
1941 · 
1942 · 
1943 · 1944 · 
1945 · 
1946 · 
1947 · 
1948 · 
1949 · 
1950 · 
1952 · 
1952 · 
1953 · 
1954 · 
1955 · 
1956 · 
1957 · 
1958 · 
1959 · 
1960 · 
1961 · 
1962 · 
1963 · 
1964 · 
1965 · 
1966 · 
1967 · 
1968 · 
1969 · 
1970 · 
1971 · 
1972 · 
1973 · 
1974 · 
1975 · 
1976 · 
1977 · 
1978 · 
1979 · 
1980 · 
1981 · 
1982 · 
1983 · 
1984 · 
1985 · 
1986 · 
1987 · 
1988 · 
1989 · 
1990 · 
1991 · 
1992 · 
1993 · 
1994 · 
1995 · 
1996 · 
1997 · 
1998 · 
1999 · 
2000 · 
2001 · 
2002 · 
2003 · 
2004 · 
2005 · 
2006 · 
2007 · 
2008 · 
2009 · 
2010 · 
2011 · 
2012 · 
2013 ·
2014 ·
2015 ·
2016 ·
2017 ·
2018 ·
2019 ·
2020 ·
2021 ·
2022
Albanië ·
Algerije ·
Andorra ·
Argentinië ·
Armenië ·
Australië ·
Azerbeidzjan ·
België ·
Bolivia ·
Bosnië en Herzegovina ·
Brazilië ·
Bulgarije ·
Canada ·
Chili ·
China ·
Colombia ·
Costa Rica ·
Cyprus ·
DDR ·
Denemarken ·
Duitsland ·
Ecuador ·
Egypte ·
El Salvador ·
Engeland ·
Estland ·
Equatoriaal-Guinea · 
Faeröer ·
Finland ·
Frankrijk ·
GOS ·
Georgië ·
Griekenland ·
Haïti ·
Honduras ·
Hongarije ·
Ierland ·
IJsland ·
Irak ·
Iran ·
Israël ·
Italië ·
Ivoorkust ·
Japan ·
Joegoslavië ·
Jordanië ·
Kosovo ·
Kroatië ·
Letland ·
Liechtenstein ·
Litouwen ·
Luxemburg ·
Malta ·
Marokko ·
Mexico ·
Nederland ·
Nieuw-Zeeland ·
Nigeria ·
Noord-Ierland ·
Noord-Macedonië ·
Noorwegen ·
Oekraïne ·
Oostenrijk ·
Panama ·
Paraguay ·
Peru ·
Polen ·
Portugal ·
Puerto Rico ·
Roemenië ·
Rusland ·
San Marino ·
Saoedi-Arabië ·
Schotland ·
Servië ·
Servië en Montenegro ·
Slovenië ·
Slowakije ·
Sovjet-Unie ·
Tahiti ·
Tsjechië ·
Tsjecho-Slowakije ·
Tunesië ·
Turkije ·
Uruguay ·
Venezuela ·
Verenigde Staten ·
Wales ·
Wit-Rusland ·
Zuid-Afrika ·
Zuid-Korea ·
Zweden ·
Zwitserland
Australië (2014) ·
Brazilië (2013) ·
Chili (2010) ·
Chili (2014) ·
Costa Rica (2022) ·
Duitsland (2008) ·
Duitsland (2022) ·
Engeland (1982) ·
Engeland (2024) ·
Frankrijk (1984) ·
Frankrijk (2006) ·
Frankrijk (2012) ·
Frankrijk (2021) ·
Griekenland (2008) ·
Honduras (2010) ·
Ierland (2012) ·
Iran (2018) ·
Italië (2008) ·
Italië (2012, 1) ·
Italië (2012, 2) ·
Italië (2016) ·
Italië (2021) ·
Japan (2022) ·
Kroatië (2012) ·
Kroatië (2021) ·
Marokko (2018) ·
Marokko (2022) ·
Nederland (2010) ·
Nederland (2014) ·
Oekraïne (2006) ·
Paraguay (2002) ·
Polen (2021) ·
Portugal (2012) ·
Portugal (2018) ·
Rusland (2008, 1) ·
Rusland (2008, 2) ·
Rusland (2018) ·
Saoedi-Arabië (2006) ·
Slovenië (2002) ·
Slowakije (2021) ·
Sovjet-Unie (1964) ·
Tsjechië (2016) ·
Tunesië (2006) ·
Turkije (2016) ·
West-Duitsland (1982) ·
Zuid-Afrika (2002) ·
Zweden (2008) ·
Zweden (2021) ·
Zwitserland (2010) ·
Zwitserland (2021)